# Blasket-eilanden

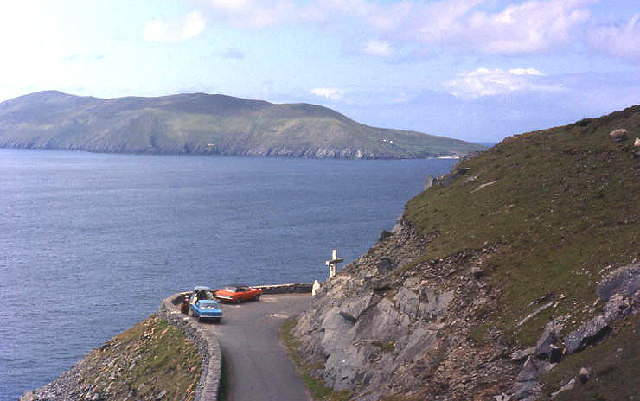
Great Blasket Island

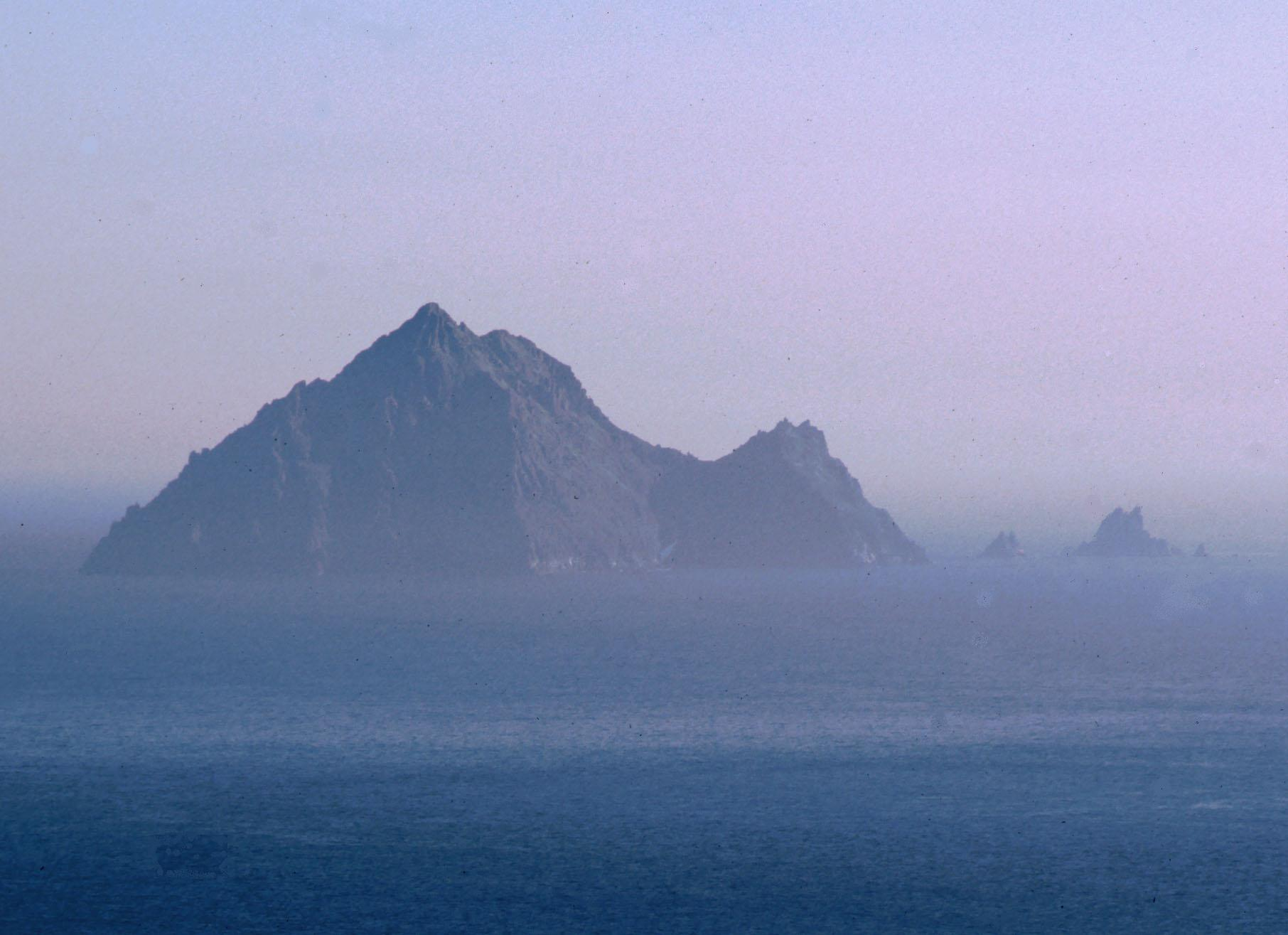
Tearaght

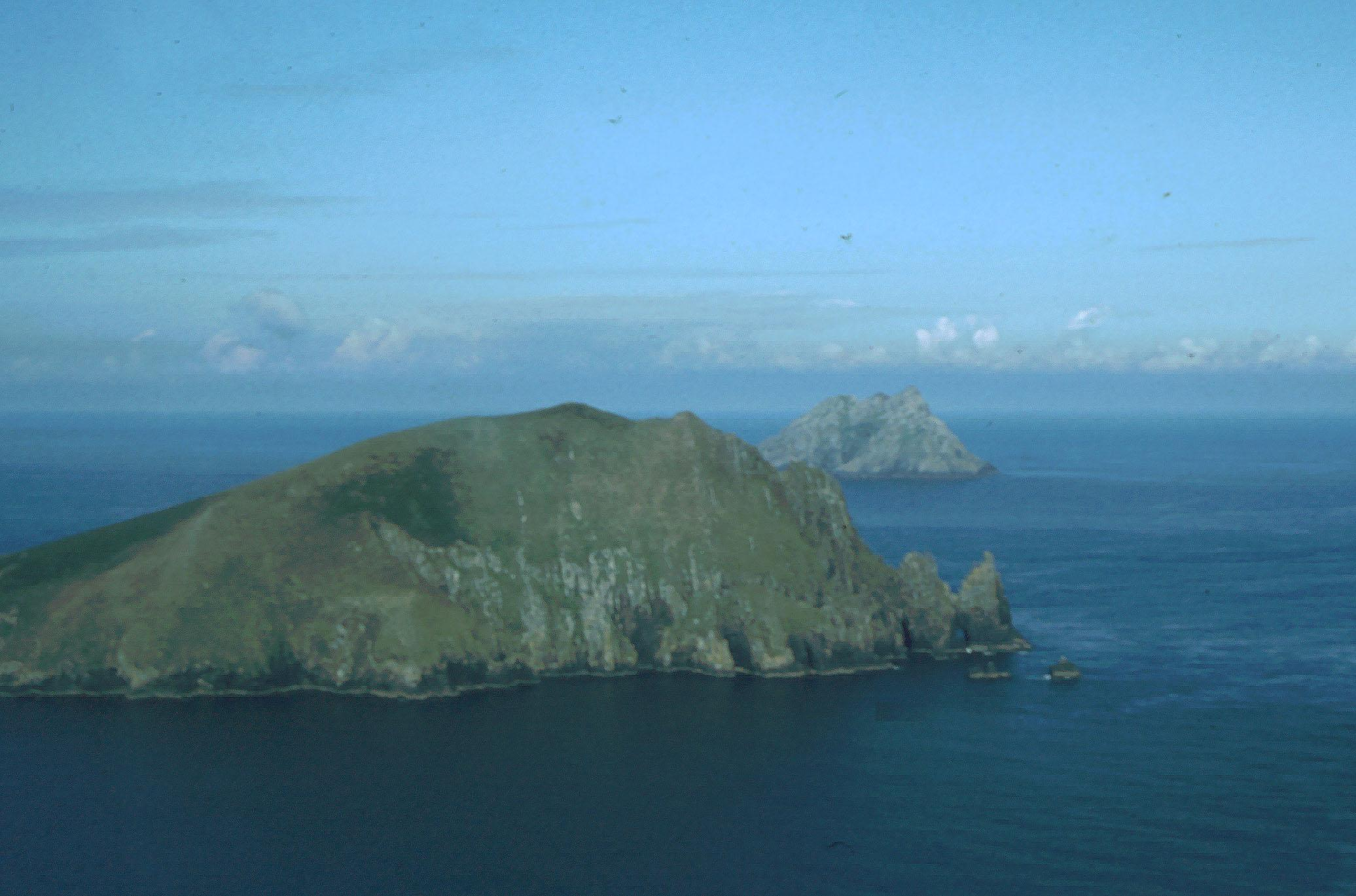
Inishnabro

De Blasket-eilanden (Engels: Blasket Islands, Iers-Gaelisch: Na Blascaoidí) zijn een eilandengroep ten westen van Ierland. Ze zijn een onderdeel van County Kerry. Tegenwoordig zijn al de 12 eilanden onbewoond, maar vroeger waren de 5 grootste bewoond. In 1953 vertrokken vrijwel alle bewoners van Great Blasket Island nadat de sterk gekrompen gemeenschap niet meer levensvatbaar was. Sinds 2024 maken ze deel uit van Nationaal Park na Mara, Ciarraí.
De belangrijkste eilanden:
- Great Blasket Island (An Bhlascaod Mór)
- Beginish (Beiginis)
- Inishnabro (Inis na Bró)
- Inishvickillane (Inis Mhic Uileáin)
- Inishtooskert (Inis Tuaisceart)
- Tearaght Island (An Tiaracht)

De Blasket eilanden  werden mede bekend door de grote hoeveelheid publicaties van  schrijvers die ervandaan kwamen of ze bezochten. Ondanks dat er nooit meer dan 200 bewoners tegelijk waren, zijn er tientallen boeken geschreven op de eilanden. De bekendste zijn The Islandman van Tomas O Criomthain en Peig, de autobiografie van Peig Sayers. Vele boeken werden oorspronkelijk in het Iers gedicteerd, omdat de schrijvers vooral vertellers van verhalen waren.
Vanuit Dunquin is er in de zomer een veerdienst naar Great Blasket Island. In dit dorp is tevens een museum/informatiecentrum over de eilanden.